# Steinhuder Meerbach
El Steinhuder Meerbach, també anomenat Bäke o Aue és un afluent del Weser a l'estat de Baixa Saxònia.
Neix al llac Steinhuder Meer i desemboca al Weser a Nienburg del Weser. Surt del llac a la riba nord-oest, travessa la reserva natural del Meerbruch vers el municipi de Rehburg. Fa la frontera entre Landesberger i Brokeloh i continua en direcció septentrional vers Nienburg del Weser on desemboca al Weser. Quasi a tot el seu curs ha sigut canalitzat. Abans de la canalització a Nienburg continuava el seu curs en direcció nord-est i desembocava a l'Àl·ler a Rethem. Aquest antic tram del Meerbach va prendre el nom de Schipsegraben. Segons la llegenda, el riu hauria nascut de les llàgrimes d'una donzella reial, l'amant de la qual sirenes haurien ofegat al llac de Steinhude.
De Rehburg cap a Nienburg s'hi pot navegar amb canoa.

## Afluents
- Finkalenheidegraben (Förbeeke)
- Kohlhofsgraben
- Bärenfallgraben
- Fulde
- Strangbach
  - Schwarzer Bach

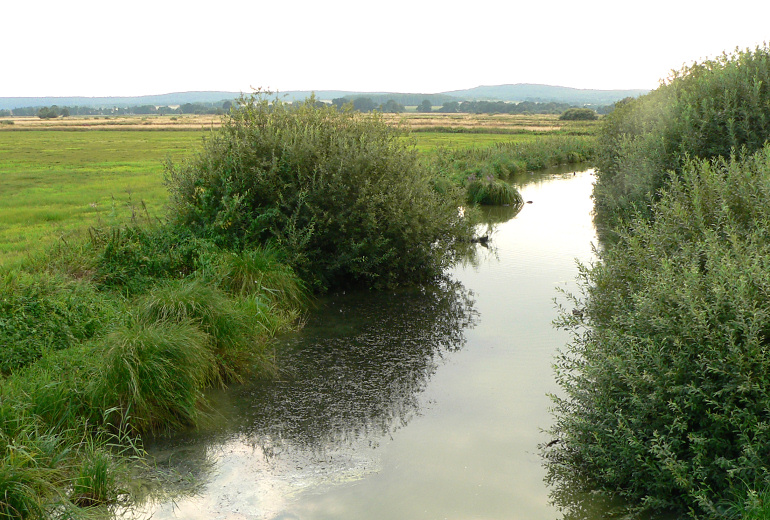
El Meerbach a la reserva natural del Meerbruch
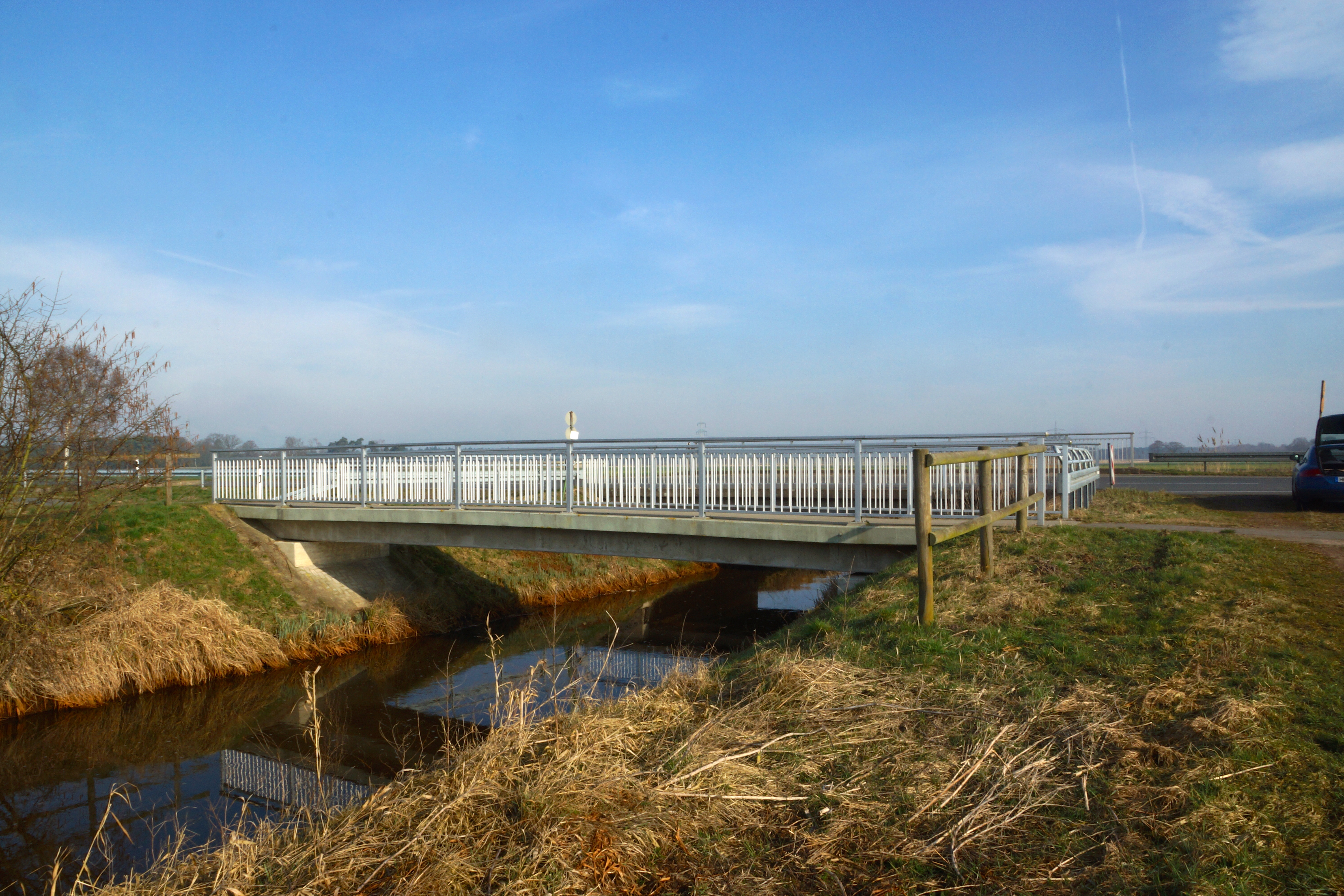
El pont de la carretera K8 entre Landesbergen i Brokeloh
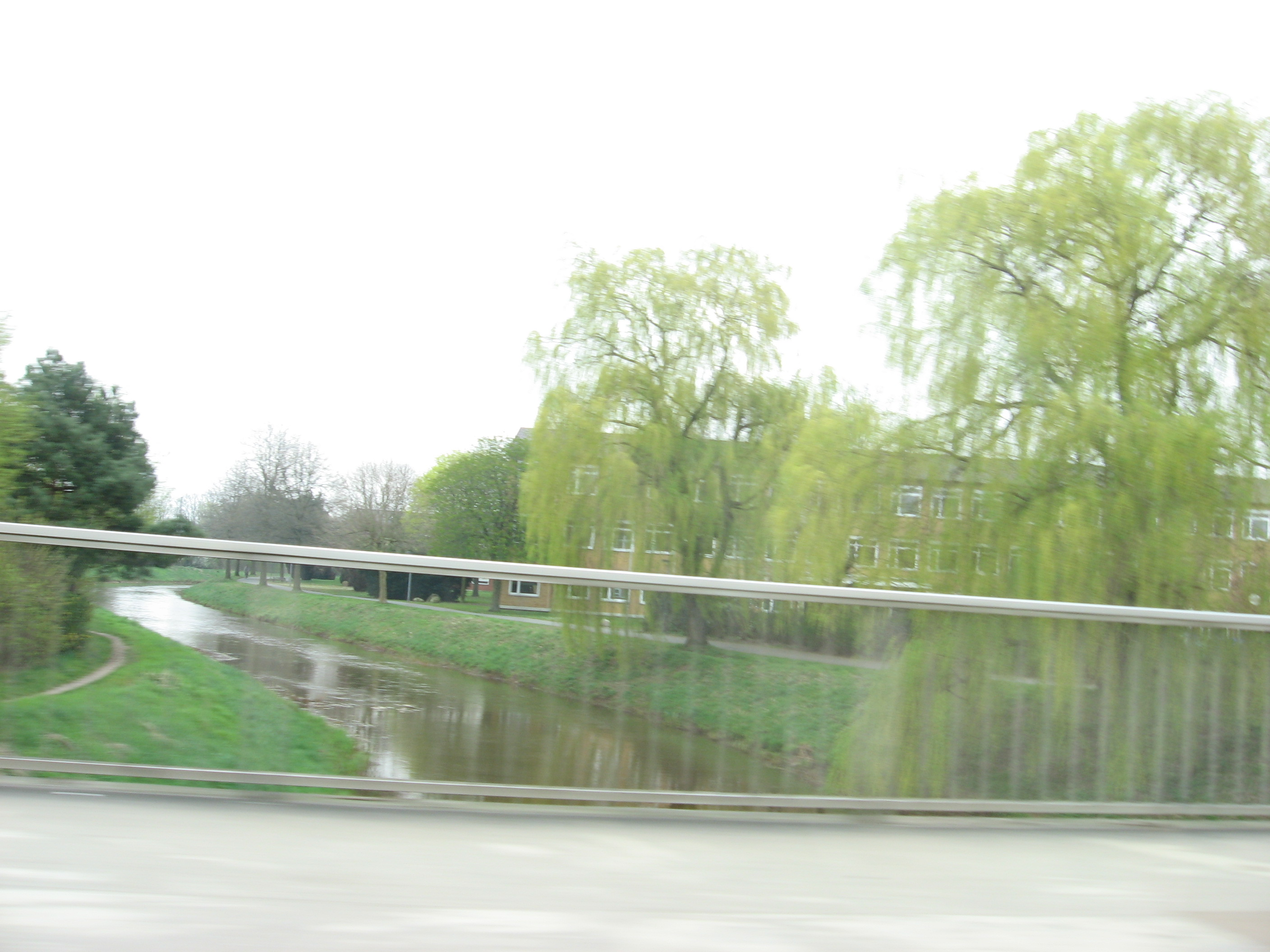
L'Aue o Meerbach a Nienburg del Weser